# دانشگاه ویسکانسین–پارکساید
دانشگاه ویسکانسین–پارکساید (انگلیسی: University of Wisconsin–Parkside) دانشگاه آمریکایی در ویسکانسین است. 